# منتخب فيجي لكرة القدم
منتخب فيجي لكرة القدم (بالإنجليزية: Fiji national football team) ملقب بفتيان بولا وهو المنتخب الوطني في فيجي ويديره اتحاد فيجي لكرة القدم. لم يسبق له التأهل إلى بطولة كأس العالم. أفضل انجاز حققه هو احتلال المركز الثالث في بطولة كأس أمم أوقيانوسيا مرتين في 1998 و2008.

## وصلات خارجية
- قائمة بيانات المنتخب من الموقع الرسمي للفيفا باللغة العربية